# Arata
Arata (jap. あらた, アラタ) – męskie imię japońskie, jest używane także jako nazwisko.

## Możliwa pisownia
Arata można zapisać używając różnych znaków kanji i może znaczyć m.in.:
jako imię
- 新, „nowy/świeży”[1] (występuje też inna wymowa tego imienia: Shin)
- 革

jako nazwisko
- 荒田

## Znane osoby
o imieniu Arata
- Arata Fujiwara (新), japoński maratończyk
- Arata Isozaki (新), japoński architekt
- Arata Kodama (新), japoński piłkarz
- Arata Sugiyama (新), japoński piłkarz

o nazwisku Arata
- Tomoyuki Arata (荒田), japoński piłkarz
- Yoshiaki Arata (荒田), japoński profesor fizyki

## Fikcyjne postacie
o imieniu Arata
- Arata Hinohara (革), główny bohater mangi Arata: The Legend
- Arata Kagami (新), bohater serialu Kamen Rider Kabuto
- Arata Wataya (新), bohater mangi i anime Chihayafuru